# Lycoris straminea
Lycoris straminea är en amaryllisväxtart som beskrevs av John Lindley. Lycoris straminea ingår i släktet Lycoris och familjen amaryllisväxter. Inga underarter finns listade i Catalogue of Life.